# Paragoneplacinae
Paragoneplacinae is een onderfamilie van kreeftachtigen uit de klasse van de Malacostraca (hogere kreeftachtigen).

## Geslacht
- Paragoneplax Castro, 2007